# Edi Rama
Edi Rama (sinh ngày 4 tháng 7 năm 1964) là một chính trị gia, nghệ sĩ, nhà văn và cựu cầu thủ bóng rổ người Albania, người đã trở thành Thủ tướng thứ 42 của Albania kể từ năm 2013. Rama cũng là Chủ tịch Đảng Xã hội Albania từ năm 2005. Trước khi được bầu làm Thủ tướng, Rama đã giữ một số vị trí khác. Ông được bổ nhiệm làm Bộ trưởng Bộ Văn hóa, Thanh niên và Thể thao năm 1998, một vị trí mà ông đã nắm giữ cho đến năm 2000. Ông lần đầu tiên được bầu làm Thị trưởng thành phố Tirana năm 2000, và được tái đắc cử vào năm 2003 và 2007. Năm 2013, liên minh của các đảng cánh tả bởi Edi Rama đã giành chiến thắng trong cuộc bầu cử quốc hội năm 2013, đánh bại liên minh trung hữu của Thủ tướng đương nhiệm của Đảng Dân chủ Albania, Sali Berisha. Ông được xác nhận là thủ tướng cho nhiệm kỳ thứ hai trong cuộc bầu cử năm 2017.

## Tiểu sử
Edi Rama sinh ngày 4 tháng 7 năm 1964 tại Tirana, Albania với cha là Kristaq Rama, một nhà điêu khắc nổi tiếng sinh ra ở Durrës (người đã tạo ra nhiều bức tượng của nhà lãnh đạo cộng sản Albania Enver Hoxha) và mẹ là Aneta Rama (nhũ danh Koleka), tốt nghiệp ngành y từ Vuno, Vlorë,, em gái của Spiro Koleka, một thành viên của Bộ Chính trị trong Cộng hòa Nhân dân Xã hội chủ nghĩa Albania.
Rama bắt đầu vẽ tranh từ thời thơ ấu. Trong những năm thiếu niên, tài năng của ông được chú ý bởi các họa sĩ người Albania có ảnh hưởng thời bấy giờ, Edi Hila và Jukniu Đan Mạch. Họ khuyến khích Rama phát triển hơn nữa kỹ năng vẽ tranh của mình trong bối cảnh chuyên nghiệp. Ông đã tham dự và tốt nghiệp trường Jordan Misja Artistic Lyceum, một trường nghệ thuật ở Tirana. Khi còn là thiếu niên, Rama đã tham gia thể thao với tư cách là một cầu thủ bóng rổ chuyên nghiệp cho Dinamo Tirana. Ông cũng là một phần của đội bóng rổ quốc gia Albania. Tuy nhiên, vào năm 1982, anh quyết định đăng ký vào Học viện Nghệ thuật tại Tirana.
Sau khi tốt nghiệp, Rama bắt đầu làm giảng viên tại Học viện Nghệ thuật. Trong thời gian này, ông đã tổ chức một số cuộc họp sinh viên mở, trong đó chính quyền cộng sản bị chỉ trích công khai. Các bài tiểu luận từ những cuộc họp đó đã được thu thập trong cuốn sách  Refleksione , mà Rama đã xuất bản cùng với nhà báo Ardian Klosi vào năm 1992.
Không lâu trước khi sự sụp đổ của chủ nghĩa cộng sản ở Albania, Rama đã cố gắng nhiều lần để tham gia vào cuộc đấu tranh đòi quyền lợi dân chủ. Ông đã cố gắng gây ảnh hưởng đến các cuộc biểu tình của sinh viên và trở thành một phần của Đảng Dân chủ Albania mới được thành lập, nhưng ngay sau đó đã rời đi sau một cuộc tranh cãi về các vấn đề ý thức hệ với Sali Berisha.
Năm 1994, Rama di cư đến Pháp, và cố gắng bắt đầu sự nghiệp họa sĩ. Ông và học trò cũ của mình, Anri Sala, đã trưng bày các tác phẩm của họ trong một số phòng trưng bày nghệ thuật.